# Markian Popov
Pour les articles homonymes, voir Popov.
Markian Mikhaïlovitch Popov (en russe : Маркиан Михайлович Попов), né le 15 novembre 1904 à Oust-Medveditskaïa et mort le 19 mars 1969 à Moscou, est un chef militaire soviétique, Général des armées, promu au titre de Héros de l'Union soviétique en 1965.

## Biographie
Markian Popov nait à la stanitsa Oust-Medveditskaïa se trouvant sur le territoire d'une des armées cosaques sous Empire russe (aujourd'hui dans l'oblast de Volgograd, en Russie). Son père, Mikhaïl Petrovitch Popov, diplômé de l'Université d'État de Moscou est enseignant. Le frère cadet, Piotr Popov (1906-1973) est ingénieur concepteur des équipements de lutte antiaérienne et lauréat du prix Staline (1948).
Markian Popov s'engage dans l'Armée rouge en 1920 dans la 27e division de tirailleurs qui participe entre autres à la répression de la révolte de Kronstadt. Puis, à partir de 1922, il est rattaché à la 11e division de tirailleurs.
En 1936, diplômé de l'Académie militaire Frounze, il commence sa carrière d'officier dans la 9e unité motorisée, puis à partir de 1937, dirige le 5e corps motorisé des forces armées.
En juin 1938, Popov devient le commandant adjoint de la première armée soviétique déployée en Extrême-Orient, sous le commandement de Andrei Yeremenko. Il est promu au grade de lieutenant-général en juin 1940. À partir de janvier 1941, il est commandant du district militaire de Léningrad.
Après la Seconde Guerre mondiale, il est commandant du district militaire de Lviv (1945-1946), puis du district militaire de Tauride avec le chef-lieu à Simferopol (1946-1954). En 1962, on le nomme consultant-conseiller du groupe d'inspecteurs principaux au Ministère de la Défense d'URSS. Il est élu député du 2e-6e Soviet suprême de l'Union soviétique.
Markian Popov et son épouse Séraphima Alekseïevna ont péri intoxiqués par une fuite de gaz domestique, à leur datcha de Moscou. 
Popov repose au cimetière de Novodevitchi. Sa sépulture est déclarée monument du patrimoine culturel d'importance régionale par la ville de Moscou.

## La Seconde Guerre mondiale
Au cours de la Seconde Guerre mondiale sur le front de l'Est, il fut le commandant de plusieurs armées, sur différents fronts : le front du Nord, le front de Léningrad, le front de Briansk (dans le cadre de la bataille de Koursk), le 1er front de la Baltique, le 2e front de la Baltique.
En juin 1941, il est responsable du district militaire de Leningrad.
En décembre 1941, il participe ensuite à la bataille de Moscou comme commandant de la 61e armée.
À l'été de 1942, il est nommé dans le secteur de Stalingrad où il est nommé adjoint d'Eremenko le commandant du front de Stalingrad à partir d'octobre.
Le 8 décembre 1942, il est nommé à la tête de la 5e armée de choc.
Le 20 avril 1944, Popov se voit rétrogradé, pour abus d’alcool et les écarts de conduite. Il est l'un des rares officiers soviétiques à réussir par la suite à remonter dans la hiérarchie militaire après une telle sanction, bien que cela se produisît seulement après la mort de Joseph Staline en 1953.

## Décorations
- Ordre de Lénine : 1941, 1945, 1952, 1962, 1965
- Ordre de Souvorov : 1943, 1943
- Ordre de Koutouzov : 1944, 1945
- Ordre de l'Étoile rouge : 1968
- Ordre du Drapeau rouge : 1944
- Médaille pour la Défense de Léningrad
- Médaille pour la Défense de Stalingrad